# Берлинский технический университет
Берлинский технический университет (нем. Technische Universität Berlin (TU Berlin); до 1946 года — Королевский технический университет, затем: Берлинская высшая техническая школа) — один из четырёх университетов германской столицы. Расположен в районе Берлин-Шарлоттенбург и является одним из двадцати крупнейших университетов Германии, в котором обучается около 35 000 студентов более чем на 100 курсах. Университет следует традициям Королевского технического университета Берлина, основанного в 1879 году.
TU Berlin является партнером-основателем Европейского института инноваций и технологий. Центральными направлениями исследований университета являются инженерные и естественные науки.
«Королевский технический университет» был создан 1 апреля 1879 года в независимом городе Шарлоттенбург путём слияния Берлинской строительной академии, основанной в 1799 году, и Королевской промышленной академии. 2 ноября 1884 года было открыто новое здание университета на бывшей тогда Берлинер-штрассе (ныне улица 17 июня) в Шарлоттенбурге.
В 2019 году Берлинский технический университет был успешно включён в список университетов передового опыта как учреждение Альянса Берлинских университетов (вместе с Берлинским университетом имени Гумбольдта, Свободным университетом Берлина и Charité).
Согласно исследованию DAAD, TU Berlin является одним из предпочтительных мест обучения в Германии для иностранных студентов.

## Факультеты
В настоящее время[уточнить] обучение в Берлинском техническом университете ведётся на семи факультетах:
- гуманитарных наук (Geisteswissenschaften);
- математики и естественных наук (Mathematik und Naturwissenschaften);
- производственном (Prozesswissenschaften);
- электротехники и информатики (Elektrotechnik und Informatik);
- транспорта и машиностроения (Verkehrs- und Maschinensysteme);
- строительства, геологии и архитектуры (Planen und Umwelt);
- экономики и менеджмента (Wirtschaft und Management).

## Ректоры университета
- Рюдорф, Фридрих (1832—1902) — немецкий химик
- Евгений Янке — немецкий математик.

## Известные студенты и преподаватели
- Альфред Клаар (1848—1927) — литературовед, критик и драматург.
- Герман Мутезиус — архитектор и теоретик функционализма. 1883—1887.
- Томас Барт (1899—1971) — минералог, петрограф и геохимик.
- Вернер фон Браун — конструктор первой в мире баллистической ракеты «Фау-2».
- Конрад Цузе (окончил в 1935 году) — создатель первого работающего программируемого компьютера Z3 (1941) и первого языка программирования высокого уровня (1945).
- Гельмут Греттруп — сподвижник Вернера фон Брауна и позже в СССР инженер-конструктор, сотрудник немецкого ракетного института на острове Городомля; один из изобретателей смарт-карт.
- Никодем Каро (1871—1935) — немецкий учёный-химик.
- Курт Танк (1898—1983) — немецкий летчик и инженер-авиаконструктор.
- Кристоф Хоххойслер — немецкий режиссёр, сценарист и кинокритик, теоретик и лидер Берлинской школы.
- Юджин Вигнер — физик — теоретик и математик. Лауреат Нобелевской премии по физике (1963).
- Густав Людвиг Герц — физик — экспериментатор. Лауреат Нобелевской премии по физике (1925).
- Фриц Габер — немецкий учёный-химик. Лауреат Нобелевской премии по химии (1918).
- Карл Бош — немецкий учёный-химик. Лауреат Нобелевской премии по химии (1931).
- Ида Ноддак — немецкий физикохимик, первооткрыватель рения.
- Хуго Юнкерс — профессор, выдающийся немецкий инженер, изобретатель и авиаконструктор.
- Абдул Кадыр Хан — пакистанский учёный-ядерщик и инженер-металлург, основатель и руководитель пакистанской ядерной программы.
- Пол Феликс Неменьи — венгерский физик и математик.
- Норберт Митцель - немецкий химик.
- Изидор Траубе — немецкий физикохимик.
- Генрих Тессенов (1876—1950) — немецкий архитектор, теоретик и градостроитель.
- Альберт Шпеер － архитектор. Министр вооружения Третьего Рейха. Военный преступник. Писатель-мемуарист.
- Рудольф Волтерс － арихитектор. Писатель. Начальник отдела культуры и пропаганды организации Тодта. В 1933 году работал в СССР по годичному рабочему контракту в качестве иностранного специалиста (архитектора). До начала войны написал книгу «Специалист в Сибири» － одно из немногих литературных свидетельств зарубежных авторов сталинского периода.
- Евгений Янке — немецкий учёный-математик. Ректор (1919).